# Discografia de Glee
Esse artigo reúne informações de álbuns e extended plays lançados para a trilha sonora da série de dramédia da televisão Glee, consiste em dezesseis álbuns de trilha sonora, seis álbuns de compilação, onze extended plays (EPs) e quatrocentos e cinquenta singles.
Na primeira temporada, o primeiro álbum, Glee: The Music, Volume 1, foi lançado pela Columbia Records em Novembro de 2009, e chegou ao número um na Irlanda e no Reino Unido, e o número quatro no Canadá e nos Estados Unidos. Seu primeiro single, "Don't Stop Believin'", uma canção cover de 1981 dos Journey ficou entre os top dez, chegando ao número dois no Reino Unido e número quatro na Irlanda e nos Estados Unidos, e foi certificado de platina na Austrália e nos Estados Unidos. Em Dezembro de 2009, seu segundo álbum, Glee: The Music, Volume 2, chegou a número um na Nova Zelândia e Irlanda, e atingiu um pico de número três nos E.U.A. O EP Glee: The Music, The Power of Madonna, lançado em abril de 2010, contém as canções do episódio "The Power of Madonna", e marcou o primeiro hit número um na Billboard 200 para o grupo. Glee: The Music, Volume 3 Showstoppers foi lançado em Maio de 2010, e uma de suas faixas, um cover de "Gives You Hell" dos The All-American Rejects, alcançou o número um na Irlanda. Glee: The Music, Journey to Regionals, o último lançamento da temporada, contém as canções do último episódio da temporada, e alcançou o número um nos Estados Unidos e na Irlanda, número dois no Reino Unido e no Canadá, e número três na Austrália.
Na segunda temporada, o primeiro lançamento foi o EP Glee: The Music, The Rocky Horror Glee Show, alcançou o sexto lugar nos Estados Unidos logo em seu mês de lançamento. Glee: The Music, The Christmas Album e Glee: The Music, Volume 4 foram ambos lançados em Outubro de 2010. O primeiro contendo canções de natal do episódio "A Very Glee Christmas". Ambos ficaram entre os top dez nos Estados Unidos e no Canadá e são os únicos álbuns da temporada que foram certificados de platina. Outro EP de edição limitada Glee: The Music, Love Songs, foi lançado no final do ano de 2010, vendido exclusivamente pelas lojas da Target. Três mais álbuns de trilha sonora, Glee: The Music, Volume 5, Glee: The Music Presents the Warblers, and Glee: The Music, Volume 6, foram lançados para a temporada no ano de 2011. Os três ficaram entre os melhores cinco no Canadá e nos Estados Unidos. A versão cover de "Teenage Dream" é a única canção da temporada a ser certificado com ouro nos Estados Unidos, e junto com "Loser Like Me", ficou entre os dez melhores nos Estados Unidos e no Canadá.
Em Janeiro de 2011, o elenco já havia vendido mais de 9 milhões de álbuns e 21 milhões de canções ao redor do mundo.

## Álbuns

### Álbuns de trilha sonora
| Álbum                                                                                  | Detalhes do Álbum                                                                                          | Posições nas paradas | Posições nas paradas | Posições nas paradas | Posições nas paradas | Posições nas paradas | Posições nas paradas | Posições nas paradas | Posições nas paradas | Posições nas paradas | Posições nas paradas | Certificações                                                              |
| Álbum                                                                                  | Detalhes do Álbum                                                                                          | AUS                  | CAN                  | FRA                  | IRL                  | MEX                  | NL                   | NZ                   | SWI                  | UK                   | US                   | Certificações                                                              |
| -------------------------------------------------------------------------------------- | --- | -------------------- | -------------------- | -------------------- | -------------------- | -------------------- | -------------------- | -------------------- | -------------------- | -------------------- | -------------------- | -------------------------------------------------------------------------- |
| Glee: The Music, Volume 1                                                              | - Lançamento: 2 de Novembro de 2009 - Gravadora(s): Columbia (#754090) - Formato(s): CD, download digital  | 3                    | 4                    | 52                   | 1                    | 37                   | 9                    | 8                    | 48                   | 1                    | 4                    | - AUS: 2x Platina - CAN: Platina - NZ: Platina - UK: Platina - US: Platina |
| Glee: The Music, Volume 2                                                              | - Lançamento: 8 de Dezembro de 2009 - Gravadora(s): Columbia (#761705) - Formato(s): CD, download digital  | 8                    | 5                    | 74                   | 1                    | 39                   | 16                   | 1                    | —                    | 2                    | 3                    | - AUS: Platina - CAN: Platina - NZ: Ouro - UK: Ouro - US: Ouro             |
| Glee: The Music, Volume 3 Showstoppers                                                 | - Lançamento: 18 de Maio de 2010 - Gravadora(s): Columbia (#770611) - Formato(s): CD, download digital     | 1                    | 1                    | 47                   | 1                    | 9                    | 22                   | 3                    | 87                   | 3                    | 1                    | - AUS: Platina - NZ: Ouro - US: Ouro - UK: Ouro                            |
| Glee: The Music, The Christmas Album                                                   | - Lançamento: 9 de Novembro de 2010 - Gravadora(s): Columbia (#778567) - Formato(s): CD, download digital  | 13                   | 1                    | —                    | 13                   | —                    | 43                   | 27                   | —                    | 37                   | 3                    | - AUS: Ouro - US: Platina - UK: Ouro                                       |
| Glee: The Music, Volume 4                                                              | - Lançamento: 26 de Novembro de 2010 - Gravadora(s): Columbia (#779214) - Formato(s): CD, download digital | 3                    | 6                    | —                    | 12                   | 8                    | 24                   | 9                    | —                    | 4                    | 5                    | - AUS: Platina - NZ: Ouro - US: Ouro - UK: Ouro                            |
| Glee: The Music, Volume 5                                                              | - Lançamento: 8 de Março de 2011 - Gravadora(s): Columbia (#785852) - Formato(s): CD, download digital     | 1                    | 3                    | —                    | 5                    | 23                   | 27                   | 3                    | —                    | 4                    | 3                    | - AUS: Ouro - NZ: Ouro                                                     |
| Glee: The Music Presents the Warblers                                                  | - Lançamento: 19 de Abril de 2011 - Gravadora(s): Columbia - Formato(s): CD, download digital              | 6                    | 5                    | —                    | 8                    | 41                   | —                    | 11                   | —                    | 7                    | 2                    |                                                                            |
| Glee: The Music, Volume 6                                                              | - Lançamento: 23 de Maio de 2011 - Gravadora(s): Columbia - Formato(s): CD, download digital               | 3                    | 4                    | —                    | 4                    | —                    | 83                   | 3                    | —                    | 6                    | 4                    | - AUS: Ouro                                                                |
| Glee: The 3D Concert Movie                                                             | - Lançamento: 9 de Agosto de 2011 - Gravadora(s): Columbia - Formato(s): CD, download digital              | 12                   | 10                   | —                    | 21                   | 38                   | 98                   | 15                   | —                    | 35                   | 16                   |                                                                            |
| Glee: The Music, The Christmas Album Volume 2                                          | - Lançamento: 15 de Novembro de 2011 - Gravadora(s): Columbia - Formato(s): CD, download digital           | 24                   | 6                    | —                    | 46                   | —                    | —                    | —                    | —                    | 60                   | 6                    |                                                                            |
| Glee: The Music, Volume 7                                                              | - Lançamento: 6 de Dezembro de 2011 - Gravadora(s): Columbia - Formarto(s): CD, download digital           | 18                   | —                    | —                    | 41                   | —                    | 65                   | 25                   | —                    | 55                   | 9                    | - AUS: Ouro                                                                |
| Glee: The Music, The Graduation Album                                                  | - Lançamento: 15 de Maio de 2012 - Gravadora(s): Columbia - Formato(s): CD, download digital               | 12                   | 6                    | —                    | 14                   | —                    | —                    | 21                   | —                    | 17                   | 8                    |                                                                            |
| Glee: The Music, Season 4, Volume 1                                                    | - Lançamento: 27 de Novembro de 2012 - Gravadora(s): Columbia - Formato(s): CD, download digital           | 46                   | —                    | —                    | 43                   | —                    | —                    | —                    | —                    | 42                   | 33                   |                                                                            |
| Glee: The Music, The Christmas Album Volume 3                                          | - Lançamento: 11 de Dezembro de 2012 - Gravadora(s): Columbia - Formato(s): CD, download digital           | 68                   | —                    | —                    | —                    | —                    | —                    | —                    | —                    | —                    | 20                   |                                                                            |
| Glee Sings The Beatles                                                                 | - Lançamento: 24 de Setembro de 2013 - Gravadora(s): Columbia - Formato(s): CD, download digital           | 48                   | —                    | —                    | 92                   | —                    | —                    | —                    | —                    | 89                   | 38                   |                                                                            |
| Glee: The Music, Celebrating 100 Episodes                                              | - Lançamento: 25 de Março de 2014 - Gravadora(s): Columbia - Formato(s): CD, download digital              | 35                   | —                    | —                    | —                    | —                    | —                    | —                    | —                    | —                    | 22                   |                                                                            |
| "—" denota álbuns que não entraram nas paradas musicais ou não foram lançados no país. | |                      |                      |                      |                      |                      |                      |                      |                      |                      |                      |                                                                            |

### Álbuns de compilação
| Álbum                                                                                  | Detalhes do Álbum                                                                                    | Posições nos gráficos | Posições nos gráficos | Posições nos gráficos |
| Álbum                                                                                  | Detalhes do Álbum                                                                                    | AUS                   | IRL                   | UK                    |
| -------------------------------------------------------------------------------------- | --- | --------------------- | --------------------- | --------------------- |
| Glee: The Music, The Complete Season One                                               | - Lançamento: 14 de setembro de 2010 - Gravadora(s): Columbia - Formato(s): download digital         | —                     | —                     | —                     |
| Glee: The Music, Best of Season One                                                    | - Lançamento: 15 de Novembro de 2010 - Gravadora(s): Columbia - Formato(s): CD, download digital     | —                     | 27                    | 41                    |
| Glee: The Music, The Complete Season One CD Collection                                 | - Lançamento: 10 de Dezembro de 2010 - Gravadora(s): Columbia (88697839112) - Formato(s): CD box set | 45                    | —                     | —                     |
| Glee: The Music, The Complete Season Two                                               | - Lançamento: 28 de Agosto de 2012 - Gravadora(s): Columbia - Formato(s): download digital           | —                     | —                     | —                     |
| Glee: The Music, The Complete Season Three                                             | - Lançamento: 28 de Agosto de 2012 - Gravadora(s): Columbia - Formato(s): download digital           | —                     | —                     | —                     |
| Glee: The Music, The Complete Season Four                                              | - Lançamento: 14 de Janeiro de 2014 - Gravadora(s): Columbia - Formato(s): download digital          | —                     | —                     | —                     |
| "—" denota álbuns que não entraram nas paradas musicais ou não foram lançados no país. | |                       |                       |                       |

### Extended plays
| Álbum                                                                        | Detalhes do Álbum | Posições nos gráficos | Posições nos gráficos | Posições nos gráficos | Posições nos gráficos | Posições nos gráficos | Posições nos gráficos | Posições nos gráficos | Posições nos gráficos |
| Álbum                                                                        | Detalhes do Álbum | AUS                   | CAN                   | FRA                   | IRL                   | MEX                   | NL                    | UK                    | US                    |
| ---------------------------------------------------------------------------- | --- | --------------------- | --------------------- | --------------------- | --------------------- | --------------------- | --------------------- | --------------------- | --------------------- |
| Glee: The Music, The Power of Madonna                                        | - Lançamento: 20 de Abril de 2010 - Gravadora(s): Columbia Records\|Columbia (#767681) - Formato(s): CD, download digital             | 10                    | 1                     | —                     | 5                     | 34                    | 93                    | 4                     | 1                     |
| Glee: The Music, Journey to Regionals                                        | - Lançamento: 8 de Junho de 2010 - Gravadora(s): Columbia (#772878) - Formato(s): CD, download digital                                | 3                     | 2                     | 184                   | 1                     | 59                    | —                     | 2                     | 1                     |
| Glee: The Music, The Rocky Horror Glee Show                                  | - Lançamento: 19 de Outubro de 2010 - Gravadora(s): Columbia (#779646) - Formato(s): CD, download digital                             | 8                     | 10                    | —                     | 15                    | —                     | —                     | 23                    | 6                     |
| Glee: The Music, Love Songs                                                  | - Lançamento: 28 de Dezembro de 2010 - Gravadora(s): Columbia - Formato(s): CD                                                        | —                     | —                     | —                     | —                     | —                     | —                     | —                     | —                     |
| Glee: The Music, The Dance Party!                                            | - Lançamento: 29 de Agosto de 2011 - Gravadora(s): Columbia - Formato(s): CD                                                          | —                     | —                     | —                     | —                     | —                     | —                     | —                     | —                     |
| Britney 2.0                                                                  | - Lançamento: 18 de Setembro de 2012 - Gravadora(s): Twentieth Century Fox Film Corporation - Formato: download digital               | —                     | —                     | —                     | —                     | —                     | —                     | 122                   | 43                    |
| Glee: The Music Presents Glease                                              | - Lançamento: 6 de Novembro de 2012 - Gravadora(s): Columbia - Formato: CD, download digital                                          | 72                    | —                     | —                     | 88                    | —                     | —                     | 79                    | 28                    |
| The Quarterback (Music from the TV Series)                                   | - Lançamento: 15 de Outubro de 2013 - Gravadora(s): Columbia - Formato: CD, download digital                                          | —                     | 5                     | —                     | 28                    | —                     | —                     | 64                    | 7                     |
| A Katy or a Gaga (Music from the Episode)                                    | - Lançamento: 5 de Novembro de 2013 - Gravadora(s): Columbia - Formato: download digital                                              | —                     | —                     | —                     | —                     | —                     | —                     | —                     | 43                    |
| Movin' Out                                                                   | - Lançamento: 19 de Novembro de 2013 - Gravadora(s): Twentieth Century Fox Film Corporation, Columbia - Formato: CD, download digital | —                     | —                     | —                     | —                     | —                     | —                     | —                     | —                     |
| Glee: The Music, The Christmas Album Volume 4                                | - Lançamento: 3 de Dezembro de 2013 - Gravadora(s): Twentieth Century Fox Film Corporation, Columbia - Formato: CD, download digital  | —                     | —                     | —                     | —                     | —                     | —                     | —                     | 104                   |
| City Of Angels                                                               | - Lançamento: 18 de Março de 2014 - Gravadora(s): Twentieth Century Fox Film Corporation, Columbia - Formato: download digital        | —                     | —                     | —                     | —                     | —                     | —                     | —                     | 122                   |
| New New York                                                                 | - Lançamento: 1 de Abril de 2014 - Gravadora(s): Twentieth Century Fox Film Corporation, Columbia - Formato: download digital         | —                     | —                     | —                     | —                     | —                     | —                     | —                     | 16                    |
| Glee: The Music, Bash                                                        | - Lançamento: 8 de Abril de 2014 - Gravadora(s): Twentieth Century Fox Film Corporation, Columbia - Formato: download digital         | —                     | —                     | —                     | —                     | —                     | —                     | —                     | 14                    |
| Glee: The Music, Tested                                                      | - Lançamento: 15 de Abril de 2014 - Gravadora(s): Twentieth Century Fox Film Corporation, Columbia - Formato: download digital        | —                     | —                     | —                     | —                     | —                     | —                     | —                     | 24                    |
| Glee: The Music, Opening Night                                               | - Lançamento: 22 de Abril de 2014 - Gravadora(s): Twentieth Century Fox Film Corporation, Columbia - Formato: download digital        | —                     | —                     | —                     | —                     | —                     | —                     | —                     | 26                    |
| Glee: The Music, the Back Up Plan                                            | - Lançamento: 29 de Abril de 2014 - Gravadora(s): Twentieth Century Fox Film Corporation, Columbia - Formato: download digital        | —                     | —                     | —                     | —                     | —                     | —                     | —                     | 28                    |
| Glee: The Music, Old Dogs, New Tricks                                        | - Lançamento: 6 de Maio de 2014 - Gravadora(s): Twentieth Century Fox Film Corporation, Columbia - Formato: download digital          | —                     | —                     | —                     | —                     | —                     | —                     | —                     | 26                    |
| Glee: The Music, The Untitled Rachel Berry Project                           | - Lançamento: 13 de Maio de 2014 - Gravadora(s): Twentieth Century Fox Film Corporation, Columbia - Formato: download digital         | —                     | —                     | —                     | —                     | —                     | —                     | —                     | 28                    |
| Glee: The Music, Loser Like Me                                               | - Lançamento: 6 de Janeiro de 2015 - Gravadora(s): Twentieth Century Fox Film Corporation, Columbia - Formato: download digital       | —                     | —                     | —                     | —                     | —                     | —                     | —                     | 19                    |
| Glee: The Music, Homecoming                                                  | - Lançamento: 6 de Janeiro de 2015 - Gravadora(s): Twentieth Century Fox Film Corporation, Columbia - Formato: download digital       | —                     | —                     | —                     | —                     | —                     | —                     | —                     | 17                    |
| Glee: The Music, Jagged Little Taperstry                                     | - Lançamento: 13 de Janeiro de 2015 - Gravadora(s): Twentieth Century Fox Film Corporation, Columbia - Formato: download digital      | —                     | —                     | —                     | —                     | —                     | —                     | —                     | —                     |
| Glee: The Music, The Hurt Locker                                             | - Lançamento: 20 de Janeiro de 2015 - Gravadora(s): Twentieth Century Fox Film Corporation, Columbia - Formato: download digital      | —                     | —                     | —                     | —                     | —                     | —                     | —                     | —                     |
| Glee: The Music, The Hurt Locker, Part 2                                     | - Lançamento: 27 de Janeiro de 2015 - Gravadora(s): Twentieth Century Fox Film Corporation, Columbia - Formato: download digital      | —                     | —                     | —                     | —                     | —                     | —                     | —                     | —                     |
| Glee: The Music, The Hurt Locker, Part 2                                     | - Lançamento: 27 de Janeiro de 2015 - Gravadora(s): Twentieth Century Fox Film Corporation, Columbia - Formato: download digital      | —                     | —                     | —                     | —                     | —                     | —                     | —                     | —                     |
| Glee: The Music, What the World Needs Now is Love                            | - Lançamento: 3 de fevereiro de 2015 - Gravadora(s): Columbia - Formato(s): download digital                                          | —                     | —                     | —                     | —                     | —                     | —                     | —                     | —                     |
| Glee: The Music, Transitioning                                               | - Lançamento: 10 de fevereiro de 2015 - Gravadora(s): Twentieth Century Fox Film Corporation, Columbia - Formato: download digital    | —                     | —                     | —                     | —                     | —                     | —                     | —                     | —                     |
| Glee: The Music, A Wedding                                                   | - Lançamento: 17 de fevereiro de 2015 - Gravadora(s): Twentieth Century Fox Film Corporation, Columbia - Formato: download digital    | —                     | —                     | —                     | —                     | —                     | —                     | —                     | —                     |
| Glee: The Music, Child Star                                                  | - Lançamento: 24 de fevereiro de 2015 - Gravadora(s): Twentieth Century Fox Film Corporation, Columbia - Formato: download digital    | —                     | —                     | —                     | —                     | —                     | —                     | —                     | —                     |
| Glee: The Music, The Rise and Fall of Sue Sylvester                          | - Lançamento: 3 de março de 2015 - Gravadora(s): Twentieth Century Fox Film Corporation, Columbia - Formato: download digital         | —                     | —                     | —                     | —                     | —                     | —                     | —                     | —                     |
| Glee: The Music, We Built This Glee Club                                     | - Lançamento: 10 de março de 2015 - Gravadora(s): Twentieth Century Fox Film Corporation, Columbia - Formato: download digital        | —                     | —                     | —                     | —                     | —                     | —                     | —                     | —                     |
| Glee: The Music, 2009                                                        | - Lançamento: 17 de março de 2015 - Gravadora(s): Twentieth Century Fox Film Corporation, Columbia - Formato: download digital        | —                     | —                     | —                     | —                     | —                     | —                     | —                     | —                     |
| Glee: The Music, Dreams Come True                                            | - Lançamento: 17 de março de 2015 - Gravadora(s): Twentieth Century Fox Film Corporation, Columbia - Formato: download digital        | —                     | —                     | —                     | —                     | —                     | —                     | —                     | —                     |
| "—" denota lançamentos que não entraram nas paradas ou não foram divulgados. | |                       |                       |                       |                       |                       |                       |                       |                       |

## Singles

### 1ª Temporada: 2009-2010
| Título                                                                          | Posições | Posições | Posições | Posições | Posições | Posições | Posições | Certificações                               | Album                                    | Episódio               |
| Título                                                                          | AUS      | CAN      | FRA      | IRL      | NL       | UK       | US       | Certificações                               | Album                                    | Episódio               |
| ------------------------------------------------------------------------------- | -------- | -------- | -------- | -------- | -------- | -------- | -------- | ------------------------------------------- | ---------------------------------------- | ---------------------- |
| "Don't Stop Believin'                                                           | 4        | 37       | 48       | 4        | 91       | 2        | 4        | - RIAA: Platina - ARIA: Platina - BPI: Ouro | Glee: The Music, Volume 1                | "Pilot"                |
| "Rehab"                                                                         | 93       | —        | —        | 38       | —        | 62       | 98       |                                             | Glee: The Music, The Complete Season One | "Pilot"                |
| "Can't Fight This Feeling"                                                      | —        | —        | —        | —        | —        | 117      | —        |                                             | Glee: The Music, Volume 1                | "Pilot"                |
| "On My Own"                                                                     | —        | —        | —        | 42       | —        | 73       | —        |                                             | Glee: The Music, The Complete Season One | "Pilot"                |
| "Gold Digger"                                                                   | 59       | —        | —        | 15       | —        | 44       | —        |                                             | Glee: The Music, Volume 1                | "Showmance"            |
| "Take a Bow"                                                                    | 38       | 73       | —        | 19       | —        | 36       | 46       |                                             | Glee: The Music, Volume 1                | "Showmance"            |
| "Push It"                                                                       | 60       | —        | —        | 35       | —        | 96       | —        |                                             | Glee: The Music, The Complete Season One | "Showmance"            |
| "Mercy"                                                                         | —        | —        | —        | 49       | —        | 94       | —        |                                             | Glee: The Music, The Complete Season One | "Acafellas"            |
| "Bust Your Windows"                                                             | —        | —        | —        | 35       | —        | 57       | —        |                                             | Glee: The Music, Volume 1                | "Acafellas"            |
| "Taking Chances"                                                                | 79       | 73       | —        | 28       | —        | 76       | 71       |                                             | Glee: The Music, Volume 1                | "Preggers"             |
| "Maybe This Time" (featuring Kristin Chenoweth)                                 | 100      | —        | —        | —        | —        | 87       | 88       |                                             | Glee: The Music, Volume 1                | "The Rhodes Not Taken" |
| "Alone" (featuring Kristin Chenoweth)                                           | 94       | 58       | —        | 25       | —        | 47       | 51       |                                             | Glee: The Music, Volume 1                | "The Rhodes Not Taken" |
| "Somebody to Love"[a]                                                           | 65       | 33       | —        | 10       | —        | 26       | 28       |                                             | Glee: The Music, Volume 1                | "The Rhodes Not Taken" |
| "Last Name" (featuring Kristin Chenoweth)                                       | —        | —        | —        | 44       | —        | 83       | —        |                                             | Glee: The Music, The Complete Season One | "The Rhodes Not Taken" |
| "It's My Life / Confessions, Pt. II"                                            | 22       | 25       | —        | 6        | —        | 14       | 30       |                                             | Glee: The Music, The Complete Season One | "Vitamin D"            |
| "Halo / Walking on Sunshine"                                                    | 10       | 28       | —        | 4        | —        | 9        | 40       | - ARIA: Ouro                                | Glee: The Music, The Complete Season One | "Vitamin D"            |
| "No Air"                                                                        | 52       | 65       | —        | 29       | —        | 52       | 65       |                                             | Glee: The Music, Volume 1                | "Throwdown"            |
| "Keep Holding On"[a]                                                            | 56       | 58       | —        | 22       | —        | 47       | 56       |                                             | Glee: The Music, Volume 1                | "Throwdown"            |
| "Hate on Me"                                                                    | —        | —        | —        | —        | —        | 121      | —        |                                             | Glee: The Music, Volume 1                | "Throwdown"            |
| "You Keep Me Hangin' On"                                                        | —        | —        | —        | —        | —        | 166      | —        |                                             | Glee: The Music, Volume 1                | "Throwdown"            |
| "Sweet Caroline"                                                                | 37       | 22       | —        | —        | —        | 59       | 34       |                                             | Glee: The Music, Volume 1                | "Mash-Up"              |
| "Bust a Move"                                                                   | —        | 78       | —        | —        | —        | 148      | 93       |                                             | Glee: The Music, Volume 1                | "Mash-Up"              |
| "Thong Song"                                                                    | —        | —        | —        | —        | —        | 99       | —        |                                             | Glee: The Music, The Complete Season One | "Mash-Up"              |
| "Dancing with Myself"                                                           | —        | —        | —        | —        | —        | 119      | —        |                                             | Glee: The Music, Volume 1                | "Wheels"               |
| "Defying Gravity"[b]                                                            | 58       | 38       | —        | 19       | 59       | 38       | 31       |                                             | Glee: The Music, Volume 1                | "Wheels"               |
| "Proud Mary"                                                                    | —        | —        | —        | —        | —        | 93       | —        |                                             | Glee: The Music, Volume 2                | "Wheels"               |
| "Endless Love"                                                                  | —        | 87       | —        | —        | —        | 94       | 78       |                                             | Glee: The Music, Volume 2                | "Ballad"               |
| "I'll Stand by You"                                                             | —        | 65       | —        | —        | —        | 101      | 73       |                                             | Glee: The Music, Volume 2                | "Ballad"               |
| "Don't Stand So Close to Me / Young Girl"                                       | —        | 67       | —        | 50       | —        | 62       | 64       |                                             | Glee: The Music, Volume 2                | "Ballad"               |
| "Crush"                                                                         | —        | —        | —        | —        | —        | 133      | —        |                                             | Glee: The Music, Volume 2                | "Ballad"               |
| "(You're) Having My Baby"                                                       | —        | —        | —        | —        | —        | —        | —        |                                             | Glee: The Music, Volume 2                | "Ballad"               |
| "Lean on Me"[a]                                                                 | 76       | 39       | —        | 32       | 100      | 43       | 50       |                                             | Glee: The Music, Volume 2                | "Ballad"               |
| "Don't Make Me Over"                                                            | —        | —        | —        | —        | —        | —        | —        |                                             | Glee: The Music, Volume 2                | "Hairography"          |
| "Imagine"                                                                       | 82       | 49       | —        | 32       | —        | 57       | 67       |                                             | Glee: The Music, Volume 2                | "Hairography"          |
| "True Colors"[a]                                                                | 47       | 38       | —        | 15       | —        | 35       | 66       |                                             | Glee: The Music, Volume 2                | "Hairography"          |
| "Papa Don't Preach"                                                             | —        | —        | —        | —        | —        | 81       | —        |                                             | Glee: The Music, The Complete Season One | "Hairography"          |
| "Bootylicious"                                                                  | —        | —        | —        | —        | —        | 127      | —        |                                             | Glee: The Music, The Complete Season One | "Hairography"          |
| "Hair / Crazy in Love"                                                          | —        | —        | —        | —        | —        | 120      | —        |                                             | Glee: The Music, The Complete Season One | "Hairography"          |
| "Jump"                                                                          | —        | —        | —        | —        | —        | 106      | —        |                                             | Glee: The Music, Volume 2                | "Mattress"             |
| "Smile"                                                                         | —        | —        | —        | —        | —        | 168      | —        |                                             | Glee: The Music, Volume 2                | "Mattress"             |
| "Smile"                                                                         | —        | —        | —        | —        | —        | 190      | —        |                                             | Glee: The Music, Volume 2                | "Mattress"             |
| "And I Am Telling You I'm Not Going"                                            | —        | 85       | —        | —        | —        | 93       | 94       |                                             | Glee: The Music, Volume 2                | "Sectionals"           |
| "Don't Rain on My Parade"                                                       | —        | 59       | —        | —        | —        | 80       | 53       |                                             | Glee: The Music, Volume 2                | "Sectionals"           |
| "You Can't Always Get What You Want"                                            | —        | 51       | —        | —        | —        | 138      | 71       |                                             | Glee: The Music, Volume 2                | "Sectionals"           |
| "My Life Would Suck Without You"[a]                                             | 66       | 40       | —        | 29       | 94       | 53       | 51       |                                             | Glee: The Music, Volume 2                | "Sectionals"           |
| "Hello, I Love You"                                                             | —        | 49       | —        | 43       | —        | 69       | 66       |                                             | Glee: The Music, The Complete Season One | "Hell-O"               |
| "Highway to Hell" (featuring Jonathan Groff)                                    | —        | 88       | —        | —        | —        | 89       | —        |                                             | Glee: The Music, The Complete Season One | "Hell-O"               |
| "Gives You Hell"                                                                | 47       | 17       | —        | 1        | —        | 14       | 32       |                                             | Glee: The Music, Volume 3 Showstoppers   | "Hell-O"               |
| "Hello" (featuring Jonathan Groff)                                              | 79       | 37       | —        | 31       | —        | 35       | 35       |                                             | Glee: The Music, Volume 3 Showstoppers   | "Hell-O"               |
| "Hello Goodbye"                                                                 | 66       | 23       | —        | 24       | —        | 48       | 49       |                                             | Glee: The Music, Volume 3 Showstoppers   | "Hell-O"               |
| "Express Yourself"                                                              | —        | —        | —        | —        | —        | 132      | —        |                                             | Glee: The Music, The Power of Madonna    | "The Power of Madonna" |
| "Borderline / Open Your Heart"                                                  | —        | 74       | —        | —        | —        | 66       | 78       |                                             | Glee: The Music, The Power of Madonna    | "The Power of Madonna" |
| "Vogue"                                                                         | —        | —        | —        | —        | —        | 106      | —        |                                             | Glee: The Music, The Power of Madonna    | "The Power of Madonna" |
| "Like a Virgin" (featuring Jonathan Groff)                                      | 99       | 83       | —        | 47       | —        | 58       | 87       |                                             | Glee: The Music, The Power of Madonna    | "The Power of Madonna" |
| "4 Minutes"                                                                     | —        | 70       | —        | 32       | —        | 42       | 89       |                                             | Glee: The Music, The Power of Madonna    | "The Power of Madonna" |
| "What It Feels Like for a Girl"                                                 | —        | —        | —        | —        | —        | 125      | —        |                                             | Glee: The Music, The Power of Madonna    | "The Power of Madonna" |
| "Like a Prayer" (featuring Jonathan Groff)                                      | 28       | 27       | —        | 2        | —        | 16       | 27       |                                             | Glee: The Music, The Power of Madonna    | "The Power of Madonna" |
| "Fire" (featuring Kristin Chenoweth)                                            | —        | 52       | —        | —        | —        | 93       | 64       |                                             | Glee: The Music, The Complete Season One | "Home"                 |
| "A House Is Not a Home"                                                         | —        | 70       | —        | —        | —        | 94       | 70       |                                             | Glee: The Music, Volume 3 Showstoppers   | "Home"                 |
| "One Less Bell to Answer / A House Is Not a Home" (featuring Kristin Chenoweth) | —        | 63       | —        | —        | —        | 77       | 53       |                                             | Glee: The Music, Volume 3 Showstoppers   | "Home"                 |
| "Beautiful"                                                                     | 89       | 44       | —        | 39       | —        | 64       | 61       |                                             | Glee: The Music, Volume 3 Showstoppers   | "Home"                 |
| "Home" (featuring Kristin Chenoweth)                                            | —        | 92       | —        | —        | —        | 116      | 90       |                                             | Glee: The Music, Volume 3 Showstoppers   | "Home"                 |
| "Physical" (featuring Olivia Newton-John)                                       | 88       | 61       | —        | —        | —        | 56       | 89       |                                             | Glee: The Music, Volume 3 Showstoppers   | "Bad Reputation"       |
| "Total Eclipse of the Heart" (featuring Jonathan Groff)                         | 28       | 17       | 86       | 3        | —        | 9        | 16       |                                             | Glee: The Music, Volume 3 Showstoppers   | "Bad Reputation"       |
| "Ice Ice Baby"                                                                  | —        | 43       | —        | —        | —        | 52       | 74       |                                             | Glee: The Music, The Complete Season One | "Bad Reputation"       |
| "Run Joey Run" (featuring Jonathan Groff)                                       | 64       | 45       | —        | 12       | —        | 27       | 61       |                                             | Glee: The Music, The Complete Season One | "Bad Reputation"       |
| "U Can't Touch This"                                                            | —        | 62       | —        | —        | —        | 63       | 92       |                                             | Glee: The Music, The Complete Season One | "Bad Reputation"       |
| "Jessie's Girl"                                                                 | 8        | 10       | —        | 8        | —        | 33       | 23       | - ARIA: Ouro                                | Glee: The Music, The Complete Season One | "Laryngitis"           |
| "The Boy Is Mine"                                                               | 97       | 60       | —        | 46       | —        | 62       | 76       |                                             | Glee: The Music, The Complete Season One | "Laryngitis"           |
| "Lady Is a Tramp"                                                               | —        | 72       | —        | —        | —        | 93       | 81       |                                             | Glee: The Music, Volume 3 Showstoppers   | "Laryngitis"           |
| "Rose's Turn"                                                                   | —        | 90       | —        | —        | —        | 126      | 93       |                                             | Glee: The Music, Volume 3 Showstoppers   | "Laryngitis"           |
| "One"                                                                           | —        | 42       | —        | 23       | —        | 56       | 60       |                                             | Glee: The Music, Volume 3 Showstoppers   | "Laryngitis"           |
| "Dream On" (featuring Neil Patrick Harris)                                      | 91       | 24       | —        | 44       | —        | 47       | 26       |                                             | Glee: The Music, Volume 3 Showstoppers   | "Dream On"             |
| "Safety Dance"                                                                  | 53       | 55       | —        | —        | —        | 88       | 81       |                                             | Glee: The Music, Volume 3 Showstoppers   | "Dream On"             |
| "I Dreamed a Dream" (featuring Idina Menzel)                                    | —        | 45       | —        | 36       | —        | 36       | 31       |                                             | Glee: The Music, Volume 3 Showstoppers   | "Dream On"             |
| "Dream a Little Dream"                                                          | —        | 94       | —        | —        | —        | 115      | —        |                                             | Glee: The Music, The Complete Season One | "Dream On"             |
| "Shout It Out Loud"                                                             | —        | —        | —        | —        | —        | 188      | —        |                                             | Glee: The Music, The Complete Season One | "Theatricality"        |
| "Funny Girl" (featuring Idina Menzel)                                           | —        | —        | —        | —        | —        | —        | —        |                                             | Glee: The Music, The Complete Season One | "Theatricality"        |
| "Poker Face" (featuring Idina Menzel)                                           | 25       | 26       | 100      | 16       | —        | 27       | 20       |                                             | Glee: The Music, Volume 3 Showstoppers   | "Theatricality"        |
| "Beth"                                                                          | 87       | 41       | —        | —        | —        | 98       | 72       |                                             | Glee: The Music, Volume 3 Showstoppers   | "Theatricality"        |
| "Bad Romance"                                                                   | 51       | 46       | —        | 10       | —        | 41       | 54       |                                             | Glee: The Music, Volume 3 Showstoppers   | "Theatricality"        |
| "Loser"                                                                         | —        | 65       | —        | —        | —        | 88       | 93       |                                             | Glee: The Music, Volume 3 Showstoppers   | "Funk"                 |
| "Give Up the Funk"                                                              | —        | —        | —        | —        | —        | 87       | —        |                                             | Glee: The Music, Volume 3 Showstoppers   | "Funk"                 |
| "Another One Bites the Dust" (featuring Jonathan Groff)[d]                      | —        | 53       | —        | 41       | —        | 101      | 79       |                                             | Glee: The Music, The Complete Season One | "Funk"                 |
| "Tell Me Something Good"                                                        | —        | 81       | —        | —        | —        | 123      | 87       |                                             | Glee: The Music, The Complete Season One | "Funk"                 |
| "It's a Man's Man's Man's World"                                                | —        | 73       | —        | —        | —        | 94       | 95       |                                             | Glee: The Music, The Complete Season One | "Funk"                 |
| "Good Vibrations"                                                               | 41       | 35       | —        | —        | —        | 77       | 69       |                                             | Glee: The Music, The Complete Season One | "Funk"                 |
| "—" denota lançamentos que não entraram nas paradas ou não foram divulgados.    |          |          |          |          |          |          |          |                                             |                                          |                        |

### 2ª Temporada: 2010-2011
| Título                                                                       | Posições | Posições | Posições | Posições | Posições | Certificações | Album                                    | Episódio                    |
| Título                                                                       | AUS      | CAN      | IRL      | UK       | US       | Certificações | Album                                    | Episódio                    |
| ---------------------------------------------------------------------------- | -------- | -------- | -------- | -------- | -------- | ------------- | ---------------------------------------- | --------------------------- |
| "Telephone"                                                                  | 30       | 17       | 18       | 25       | 23       |               | Glee: The Music, The Complete Season Two | "Audition"                  |
| "Listen"                                                                     | 87       | 51       | 33       | 51       | 38       |               | Glee: The Music, The Complete Season Two | "Audition"                  |
| "What I Did for Love"                                                        | —        | 63       | —        | 96       | 51       |               | Glee: The Music, Love Songs              | "Audition"                  |
| "Empire State of Mind"                                                       | 20       | 25       | 20       | 35       | 21       |               | Glee: The Music, Volume 4                | "Audition"                  |
| "Billionaire"                                                                | 34       | 24       | 15       | 48       | 28       |               | Glee: The Music, Volume 4                | "Audition"                  |
| "Me Against the Music"                                                       | 93       | 54       | —        | 110      | 56       |               | Glee: The Music, Volume 4                | "Britney/Brittany"          |
| "Stronger"                                                                   | —        | 47       | —        | 189      | 53       |               | Glee: The Music, Volume 4                | "Britney/Brittany"          |
| "Toxic"                                                                      | 37       | 15       | 17       | 40       | 16       |               | Glee: The Music, Volume 4                | "Britney/Brittany"          |
| "The Only Exception"                                                         | 53       | 22       | 22       | 45       | 26       |               | Glee: The Music, Volume 4                | "Britney/Brittany"          |
| "I'm a Slave 4 U"                                                            | —        | 49       | —        | 97       | 52       |               | Glee: The Music, Dance Party             | "Britney/Brittany"          |
| "Baby One More Time"                                                         | —        | 50       | —        | 104      | 54       |               | Glee: The Music, The Complete Season Two | "Britney/Brittany"          |
| "Only the Good Die Young"                                                    | 49       | 39       | —        | 113      | 50       |               | Glee: The Music, The Complete Season Two | "Grilled Cheesus"           |
| "I Look to You"                                                              | —        | 74       | —        | 137      | 74       |               | Glee: The Music, The Complete Season Two | "Grilled Cheesus"           |
| "Papa Can You Hear Me?"                                                      | —        | 67       | —        | 124      | 65       |               | Glee: The Music, The Complete Season Two | "Grilled Cheesus"           |
| "Losing My Religion"                                                         | —        | 47       | —        | 82       | 60       |               | Glee: The Music, The Complete Season Two | "Grilled Cheesus"           |
| "Bridge over Troubled Water"                                                 | —        | 69       | —        | 138      | 73       |               | Glee: The Music, The Complete Season Two | "Grilled Cheesus"           |
| "I Want to Hold Your Hand"                                                   | 89       | 21       | 37       | 74       | 36       |               | Glee: The Music, Volume 4                | "Grilled Cheesus"           |
| "One of Us"                                                                  | —        | 27       | 31       | 84       | 37       |               | Glee: The Music, Volume 4                | "Grilled Cheesus"           |
| "River Deep, Mountain High"                                                  | 44       | 36       | 30       | 45       | 41       |               | Glee: The Music, Volume 4                | "Duets"                     |
| "Lucky"                                                                      | 57       | 17       | 45       | 67       | 27       |               | Glee: The Music, Volume 4                | "Duets"                     |
| "Don't Go Breaking My Heart"                                                 | 96       | 31       | —        | 79       | 50       |               | Glee: The Music, Love Songs              | "Duets"                     |
| "Le Jazz Hot"                                                                | —        | 88       | —        | —        | 94       |               | Glee: The Music, The Complete Season Two | "Duets"                     |
| "Sing!"                                                                      | —        | 67       | —        | 183      | 87       |               | Glee: The Music, The Complete Season Two | "Duets"                     |
| "Happy Days Are Here Again / Get Happy"                                      | —        | 55       | —        | 105      | 48       |               | Glee: The Music, The Complete Season Two | "Duets"                     |
| "Start Me Up / Livin' on a Prayer"                                           | 49       | 22       | 30       | 39       | 31       |               | Glee: The Music, The Complete Season Two | "Never Been Kissed"         |
| "Stop! In the Name of Love / Free Your Mind"                                 | 77       | 28       | —        | 61       | 38       |               | Glee: The Music, The Complete Season Two | "Never Been Kissed"         |
| "One Love (People Get Ready)"                                                | —        | 32       | —        | 104      | 41       |               | Glee: The Music, Volume 4                | "Never Been Kissed"         |
| "Teenage Dream" [e]                                                          | 8        | 10       | 18       | 36       | 8        | - RIAA: Ouro  | Glee: The Music, Volume 4                | "Never Been Kissed"         |
| "Forget You" (featuring Gwyneth Paltrow)                                     | 24       | 12       | 20       | 31       | 11       |               | Glee: The Music, Volume 4                | "The Substitute"            |
| "Make 'Em Laugh"                                                             | —        | —        | —        | —        | —        |               | Glee: The Music, The Complete Season Two | "The Substitute"            |
| "Nowadays / Hot Honey Rag" (featuring Gwyneth Paltrow)                       | —        | —        | —        | 153      | —        |               | Glee: The Music, The Complete Season Two | "The Substitute"            |
| "Singing in the Rain / Umbrella" (featuring Gwyneth Paltrow)                 | 23       | 20       | 10       | 22       | 18       |               | Glee: The Music, The Complete Season Two | "The Substitute"            |
| "Ohio" (featuring Carol Burnett)                                             | —        | —        | —        | —        | —        |               | Glee: The Music, The Complete Season Two | "Furt"                      |
| "Marry You"                                                                  | 27       | 19       | 31       | 51       | 32       |               | Glee: The Music, Volume 4                | "Furt"                      |
| "Sway"                                                                       | —        | —        | —        | —        | —        |               | Glee: The Music, Volume 4                | "Furt"                      |
| "Just the Way You Are"                                                       | 47       | 24       | 48       | 69       | 40       |               | Glee: The Music, Volume 4                | "Furt"                      |
| "Valerie"                                                                    | —        | 70       | —        | 112      | 54       |               | Glee: The Music, Volume 4                | "Special Education"         |
| "(I've Had) The Time of My Life"                                             | 85       | 39       | —        | 82       | 38       |               | Glee: The Music, Volume 4                | "Special Education"         |
| "Don't Cry for Me Argentina"[f]                                              | —        | —        | —        | 67       | 97       |               | Glee: The Music, The Complete Season Two | "Special Education"         |
| "The Living Years"                                                           | —        | —        | —        | —        | —        |               | Glee: The Music, The Complete Season Two | "Special Education"         |
| "Dog Days Are Over"                                                          | 67       | 22       | 43       | 48       | 22       |               | Glee: The Music, The Complete Season Two | "Special Education"         |
| "Hey, Soul Sister"                                                           | 81       | 32       | —        | 37       | 29       |               | Glee: The Music Presents the Warblers    | "Special Education"         |
| "Last Christmas"                                                             | 60       | 46       | —        | —        | 63       |               | Glee: The Music, The Christmas Album     | "A Very Glee Christmas"     |
| "Welcome Christmas"                                                          | —        | 37       | —        | —        | 59       |               | Glee: The Music, The Complete Season Two | "A Very Glee Christmas"     |
| "Bills, Bills, Bills"                                                        | 71       | 58       | —        | 58       | 44       |               | Glee: The Music Presents the Warblers    | "The Sue Sylvester Shuffle" |
| "Thriller / Heads Will Roll"                                                 | 17       | 30       | 37       | 23       | 38       |               | Glee: The Music, Volume 5                | "The Sue Sylvester Shuffle" |
| "Need You Now"                                                               | 46       | 51       | —        | 51       | 62       |               | Glee: The Music, Volume 5                | "The Sue Sylvester Shuffle" |
| "She's Not There"                                                            | —        | —        | —        | 119      | 87       |               | Glee: The Music, Volume 5                | "The Sue Sylvester Shuffle" |
| "Fat Bottomed Girls"                                                         | 93       | 50       | —        | 66       | 56       |               | Glee: The Music, Volume 5                | "Silly Love Songs"          |
| "P.Y.T. (Pretty Young Thing)"                                                | —        | 69       | —        | 68       | 58       |               | Glee: The Music, Volume 5                | "Silly Love Songs"          |
| "Firework"                                                                   | 59       | 35       | —        | 55       | 34       |               | Glee: The Music, Volume 5                | "Silly Love Songs"          |
| "Silly Love Songs"                                                           | 55       | 54       | —        | 89       | 45       |               | Glee: The Music Presents the Warblers    | "Silly Love Songs"          |
| "When I Get You Alone"                                                       | 100      | 61       | —        | 79       | 47       |               | Glee: The Music Presents the Warblers    | "Silly Love Songs"          |
| "I Know What Boys Like"                                                      | —        | —        | —        | —        | —        |               | Glee: The Music, Dance Party             | "Comeback"                  |
| "Baby"                                                                       | 90       | 52       | —        | 67       | 47       |               | Glee: The Music, Volume 5                | "Comeback"                  |
| "Somebody to Love"                                                           | 68       | 53       | —        | 82       | 62       |               | Glee: The Music, Volume 5                | "Comeback"                  |
| "Take Me or Leave Me"                                                        | —        | 60       | —        | 91       | 51       |               | Glee: The Music, Volume 5                | "Comeback"                  |
| "Sing"                                                                       | 79       | 37       | —        | 46       | 49       |               | Glee: The Music, Volume 5                | "Comeback"                  |
| "Don't You Want Me"                                                          | 44       | 50       | —        | 47       | 49       |               | Glee: The Music, Volume 5                | "Blame It on the Alcohol"   |
| "Tik Tok"                                                                    | 72       | 56       | —        | 45       | 61       |               | Glee: The Music, Dance Party             | "Blame It on the Alcohol"   |
| "Blame It (On the Alcohol)"                                                  | 80       | 61       | —        | 63       | 55       |               | Glee: The Music, Dance Party             | "Blame It on the Alcohol"   |
| "One Bourbon, One Scotch, One Beer"                                          | —        | —        | —        | 154      | —        |               | Glee: The Music, The Complete Season Two | "Blame It on the Alcohol"   |
| "Animal"                                                                     | 88       | 65       | —        | 96       | 62       |               | Glee: The Music Presents the Warblers    | "Sexy"                      |
| "Do You Wanna Touch Me (Oh Yeah)" (featuring Gwyneth Paltrow)                | —        | 63       | —        | 95       | 57       |               | Glee: The Music, Volume 5                | "Sexy"                      |
| "Kiss" (featuring Gwyneth Paltrow)                                           | 98       | 80       | —        | 141      | 83       |               | Glee: The Music, Volume 5                | "Sexy"                      |
| "Landslide" (featuring Gwyneth Paltrow)                                      | 38       | 35       | 36       | 52       | 23       |               | Glee: The Music, Volume 5                | "Sexy"                      |
| "Afternoon Delight" (featuring John Stamos)                                  | —        | —        | —        | —        | —        |               | Glee: The Music, Volume 5                | "Sexy"                      |
| "Get It Right"                                                               | 34       | 23       | 38       | 31       | 16       |               | Glee: The Music, Volume 5                | "Original Song"             |
| "Loser Like Me"                                                              | 15       | 9        | 23       | 27       | 6        | - RIAA: Gold  | Glee: The Music, Volume 5                | "Original Song"             |
| "Misery"                                                                     | 66       | 56       | —        | 101      | 52       |               | Glee: The Music Presents the Warblers    | "Original Song"             |
| "Blackbird"                                                                  | 58       | 48       | —        | 118      | 37       |               | Glee: The Music Presents the Warblers    | "Original Song"             |
| "Candles"                                                                    | 100      | 86       | —        | 165      | 71       |               | Glee: The Music Presents the Warblers    | "Original Song"             |
| "Raise Your Glass"                                                           | 30       | 46       | —        | 61       | 36       |               | Glee: The Music Presents the Warblers    | "Original Song"             |
| "Big Ass Heart"                                                              | —        | —        | —        | 173      | —        |               | Glee: The Music, The Complete Season Two | "Original Song"             |
| "Hell to the No"                                                             | —        | 65       | —        | 77       | 53       |               | Glee: The Music, The Complete Season Two | "Original Song"             |
| "Trouty Mouth"                                                               | —        | —        | —        | —        | —        |               | Glee: The Music, The Complete Season Two | "Original Song"             |
| "Ain't No Way"                                                               | —        | —        | —        | 171      | —        |               | Glee: The Music, The Complete Season Two | "A Night of Neglect"        |
| "All by Myself"                                                              | —        | —        | —        | 98       | 87       |               | Glee: The Music, The Complete Season Two | "A Night of Neglect"        |
| "I Follow Rivers"                                                            | —        | —        | —        | —        | —        |               | Glee: The Music, The Complete Season Two | "A Night of Neglect"        |
| "Turning Tables" (featuring Gwyneth Paltrow)                                 | —        | 66       | —        | 75       | 66       |               | Glee: The Music, Volume 6                | "A Night of Neglect"        |
| "I Feel Pretty / Unpretty"                                                   | 47       | 28       | 37       | 36       | 22       |               | Glee: The Music, Volume 6                | "Born This Way"             |
| "As If We Never Said Goodbye"                                                | —        | —        | —        | 112      | 80       |               | Glee: The Music, Volume 6                | "Born This Way"             |
| "Born This Way"                                                              | 76       | 31       | —        | 52       | 44       |               | Glee: The Music, Volume 6                | "Born This Way"             |
| "Somewhere Only We Know"                                                     | 97       | 52       | 47       | 44       | 42       |               | Glee: The Music Presents the Warblers    | "Born This Way"             |
| "I've Gotta Be Me"                                                           | —        | —        | —        | —        | —        |               | Glee: The Music, The Complete Season Two | "Born This Way"             |
| "Never Going Back Again"                                                     | —        | 80       | —        | 167      | 81       |               | Glee: The Music, The Complete Season Two | "Rumours"                   |
| "I Don't Want to Know"                                                       | —        | —        | —        | 156      | —        |               | Glee: The Music, The Complete Season Two | "Rumours"                   |
| "Dreams" (featuring Kristin Chenoweth)                                       | —        | —        | —        | 133      | 92       |               | Glee: The Music, Volume 6                | "Rumours"                   |
| "Songbird"                                                                   | —        | 70       | —        | 54       | 68       |               | Glee: The Music, Volume 6                | "Rumours"                   |
| "Go Your Own Way"                                                            | 30       | 31       | 40       | 51       | 45       |               | Glee: The Music, Volume 6                | "Rumours"                   |
| "Don't Stop"                                                                 | —        | 65       | —        | 104      | 79       |               | Glee: The Music, Volume 6                | "Rumours"                   |
| "Rolling in the Deep" (featuring Jonathan Groff)                             | 55       | 31       | 47       | 49       | 29       |               | Glee: The Music, Volume 6                | "Prom Queen"                |
| "Isn't She Lovely"                                                           | 58       | 83       | —        | 111      | 65       |               | Glee: The Music, Volume 6                | "Prom Queen"                |
| "Dancing Queen"                                                              | —        | 89       | —        | 169      | 74       |               | Glee: The Music, Volume 6                | "Prom Queen"                |
| "I'm Not Gonna Teach Your Boyfriend How to Dance with You"                   | —        | 87       | —        | 100      | 72       |               | Glee: The Music, Dance Party             | "Prom Queen"                |
| "Friday"                                                                     | 62       | 33       | 46       | 46       | 34       |               | Glee: The Music, The Complete Season Two | "Prom Queen"                |
| "Jar of Hearts"                                                              | 99       | 39       | —        | 63       | 49       |               | Glee: The Music, The Complete Season Two | "Prom Queen"                |
| "Back to Black"                                                              | —        | —        | —        | 103      | 82       |               | Glee: The Music, The Complete Season Two | "Funeral"                   |
| "Some People"                                                                | —        | —        | —        | —        | —        |               | Glee: The Music, The Complete Season Two | "Funeral"                   |
| "Try a Little Tenderness"                                                    | —        | —        | —        | —        | —        |               | Glee: The Music, Volume 6                | "Funeral"                   |
| "My Man"                                                                     | —        | —        | —        | —        | 94       |               | Glee: The Music, Volume 6                | "Funeral"                   |
| "Pure Imagination"                                                           | 92       | 87       | —        | 97       | 59       |               | Glee: The Music, Volume 6                | "Funeral"                   |
| "Bella Notte"                                                                | —        | —        | —        | —        | —        |               | Glee: The Music, Volume 6                | "New York"                  |
| "As Long as You're There"                                                    | —        | —        | —        | 128      | 93       |               | Glee: The Music, Volume 6                | "New York"                  |
| "Pretending"                                                                 | —        | 40       | —        | 63       | 40       |               | Glee: The Music, Volume 6                | "New York"                  |
| "Light Up the World"                                                         | 78       | 26       | 46       | 48       | 33       |               | Glee: The Music, Volume 6                | "New York"                  |
| "My Cup"                                                                     | —        | —        | —        | —        | —        |               | Glee: The Music, The Complete Season Two | "New York"                  |
| "I Love New York / New York, New York"                                       | —        | 81       | —        | 83       | 81       |               | Glee: The Music, The Complete Season Two | "New York"                  |
| "For Good"                                                                   | —        | 79       | —        | 65       | 58       |               | Glee: The Music, The Complete Season Two | "New York"                  |
| "Yeah!"                                                                      | —        | —        | —        | 168      | —        |               | Glee: The Music, Dance Party             | "New York"                  |
| "—" denota lançamentos que não entraram nas paradas ou não foram divulgados. |          |          |          |          |          |               |                                          |                             |

### 3ª Temporada: 2011-2012
| Título                                                                       | Posições | Posições | Posições | Posições | Posições | Certificações | Album                                         | Episódio                        |
| Título                                                                       | AUS      | CAN      | IRL      | UK       | US       | Certificações | Album                                         | Episódio                        |
| ---------------------------------------------------------------------------- | -------- | -------- | -------- | -------- | -------- | ------------- | --------------------------------------------- | ------------------------------- |
| "We Got the Beat"                                                            | —        | 83       | —        | 129      | 83       |               | Glee: The Music, The Complete Season Three    | "The Purple Piano Project"      |
| "Ding-Dong! The Witch Is Dead"                                               | —        | —        | —        | 177      | —        |               | Glee: The Music, The Complete Season Three    | "The Purple Piano Project"      |
| "Anything Goes / Anything You Can Do"                                        | —        | —        | —        | 185      | —        |               | Glee: The Music, The Complete Season Three    | "The Purple Piano Project"      |
| "It's Not Unusual"                                                           | —        | 75       | —        | 99       | 65       |               | Glee: The Music, Volume 7                     | "The Purple Piano Project"      |
| "You Can't Stop the Beat"                                                    | 90       | 65       | —        | 70       | 67       |               | Glee: The Music, Volume 7                     | "The Purple Piano Project"      |
| "Somewhere" (featuring Idina Menzel)                                         | —        | —        | —        | 110      | 75       |               | Glee: The Music, Volume 7                     | "I Am Unicorn"                  |
| "Something's Coming"                                                         | —        | —        | —        | —        | —        |               | Glee: The Music, The Complete Season Three    | "I Am Unicorn"                  |
| "I'm the Greatest Star"                                                      | —        | —        | —        | —        | —        |               | Glee: The Music, The Complete Season Three    | "I Am Unicorn"                  |
| "Spotlight"                                                                  | —        | —        | —        | 172      | —        |               | Glee: The Music, The Complete Season Three    | "Asian F"                       |
| "Cool"                                                                       | —        | —        | —        | —        | —        |               | Glee: The Music, The Complete Season Three    | "Asian F"                       |
| "It's All Over"                                                              | —        | —        | —        | —        | —        |               | Glee: The Music, The Complete Season Three    | "Asian F"                       |
| "Out Here on My Own"                                                         | —        | —        | —        | 165      | —        |               | Glee: The Music, The Complete Season Three    | "Asian F"                       |
| "Run the World (Girls)"                                                      | 91       | —        | —        | 130      | 91       |               | Glee: The Music, Volume 7                     | "Asian F"                       |
| "Fix You"                                                                    | 99       | 76       | —        | 103      | 53       |               | Glee: The Music, Volume 7                     | "Asian F"                       |
| "Last Friday Night (T.G.I.F.)"                                               | 86       | 86       | —        | 107      | 72       |               | Glee: The Music, Volume 7                     | "Pot o' Gold"                   |
| "Bein' Green"                                                                | —        | —        | —        | —        | —        |               | Glee: The Music, The Complete Season Three    | "Pot o' Gold"                   |
| "Waiting for a Girl Like You"                                                | —        | —        | —        | —        | —        |               | Glee: The Music, The Complete Season Three    | "Pot o' Gold"                   |
| "Candyman"                                                                   | —        | —        | —        | 158      | —        |               | Glee: The Music, The Complete Season Three    | "Pot o' Gold"                   |
| "Take Care of Yourself"                                                      | —        | —        | —        | —        | —        |               | Glee: The Music, The Complete Season Three    | "Pot o' Gold"                   |
| "A Boy Like That"[g]                                                         | —        | —        | —        | —        | —        |               | Glee: The Music, The Complete Season Three    | "The First Time"                |
| "America"                                                                    | —        | —        | —        | 191      | —        |               | Glee: The Music, The Complete Season Three    | "The First Time"                |
| "One Hand, One Heart"                                                        | —        | —        | —        | —        | —        |               | Glee: The Music, The Complete Season Three    | "The First Time"                |
| "Tonight"                                                                    | —        | —        | —        | —        | —        |               | Glee: The Music, Volume 7                     | "The First Time"                |
| "Uptown Girl"                                                                | —        | 93       | —        | 140      | 68       |               | Glee: The Music, Volume 7                     | "The First Time"                |
| "Hot for Teacher"                                                            | —        | —        | —        | —        | —        |               | Glee: The Music, Volume 7                     | "Mash Off"                      |
| "Rumour Has It / Someone Like You"                                           | 28       | 12       | 19       | 35       | 11       |               | Glee: The Music, Volume 7                     | "Mash Off"                      |
| "Yoü and I / You and I" (featuring Idina Menzel)                             | —        | 93       | —        | 174      | 69       |               | Glee: The Music, The Complete Season Three    | "Mash Off"                      |
| "Hit Me with Your Best Shot / One Way or Another"                            | 90       | 95       | —        | 134      | 86       |               | Glee: The Music, The Complete Season Three    | "Mash Off"                      |
| "I Can't Go for That / You Make My Dreams"                                   | —        | 74       | —        | 178      | 80       |               | Glee: The Music, The Complete Season Three    | "Mash Off"                      |
| "Perfect"                                                                    | —        | 71       | —        | 113      | 57       |               | Glee: The Music, The Complete Season Three    | "I Kissed a Girl"               |
| "I'm the Only One"                                                           | —        | —        | —        | —        | 86       |               | Glee: The Music, The Complete Season Three    | "I Kissed a Girl"               |
| "Jolene"                                                                     | —        | —        | —        | —        | —        |               | Glee: The Music, The Complete Season Three    | "I Kissed a Girl"               |
| "I Kissed a Girl"                                                            | —        | 87       | —        | 149      | 66       |               | Glee: The Music, The Complete Season Three    | "I Kissed a Girl"               |
| "Girls Just Want to Have Fun"                                                | —        | 75       | —        | —        | 59       |               | Glee: The Music, Volume 7                     | "I Kissed a Girl"               |
| "Constant Craving" (featuring Idina Menzel)                                  | —        | —        | —        | —        | 89       |               | Glee: The Music, Volume 7                     | "I Kissed a Girl"               |
| "We Are Young"                                                               | 49       | 11       | 32       | 56       | 12       |               | Glee: The Music, The Graduation Album         | "Hold On to Sixteen"            |
| "Red Solo Cup"                                                               | —        | 99       | —        | —        | 92       |               | Glee: The Music, The Complete Season Three    | "Hold On to Sixteen"            |
| "Buenos Aires"                                                               | —        | —        | —        | —        | —        |               | Glee: The Music, The Complete Season Three    | "Hold On to Sixteen"            |
| "Survivor / I Will Survive"                                                  | 78       | 47       | —        | 97       | 51       |               | Glee: The Music, The Complete Season Three    | "Hold On to Sixteen"            |
| "My Favorite Things"                                                         | —        | —        | —        | —        | —        |               | Glee: The Music, The Complete Season Three    | "Extraordinary Merry Christmas" |
| "All I Want for Christmas Is You"                                            | —        | —        | —        | —        | —        |               | Glee: The Music, The Christmas Album Volume 2 | "Extraordinary Merry Christmas" |
| "Blue Christmas"                                                             | —        | —        | —        | —        | —        |               | Glee: The Music, The Christmas Album Volume 2 | "Extraordinary Merry Christmas" |
| "River"                                                                      | —        | —        | —        | —        | —        |               | Glee: The Music, The Christmas Album Volume 2 | "Extraordinary Merry Christmas" |
| "Extraordinary Merry Christmas"                                              | —        | —        | —        | —        | —        |               | Glee: The Music, The Christmas Album Volume 2 | "Extraordinary Merry Christmas" |
| "Let It Snow"                                                                | —        | —        | —        | —        | —        |               | Glee: The Music, The Christmas Album Volume 2 | "Extraordinary Merry Christmas" |
| "Santa Claus Is Coming to Town"                                              | —        | —        | —        | —        | —        |               | Glee: The Music, The Christmas Album Volume 2 | "Extraordinary Merry Christmas" |
| "Christmas Wrapping"                                                         | —        | —        | —        | —        | —        |               | Glee: The Music, The Christmas Album Volume 2 | "Extraordinary Merry Christmas" |
| "Do They Know It's Christmas?"                                               | —        | 85       | —        | —        | 92       |               | Glee: The Music, The Christmas Album Volume 2 | "Extraordinary Merry Christmas" |
| "Summer Nights"                                                              | —        | 85       | —        | —        | 88       |               | Glee: The Music, The Complete Season Three    | "Yes/No"                        |
| "Wedding Bell Blues"                                                         | —        | —        | —        | —        | —        |               | Glee: The Music, The Complete Season Three    | "Yes/No"                        |
| "Moves Like Jagger / Jumpin' Jack Flash"                                     | —        | 59       | —        | 169      | 62       |               | Glee: The Music, The Complete Season Three    | "Yes/No"                        |
| "The First Time Ever I Saw Your Face"                                        | —        | 78       | —        | —        | 70       |               | Glee: The Music, The Complete Season Three    | "Yes/No"                        |
| "Without You"                                                                | 62       | 29       | 88       | 94       | 28       |               | Glee: The Music, The Complete Season Three    | "Yes/No"                        |
| "We Found Love"                                                              | 79       | 55       | —        | 151      | 56       |               | Glee: The Music, The Complete Season Three    | "Yes/No"                        |
| "Wanna Be Startin' Somethin'"                                                | —        | 88       | —        | —        | 78       |               | Glee: The Music, The Complete Season Three    | "Michael"                       |
| "Bad"                                                                        | —        | 90       | —        | 193      | 80       |               | Glee: The Music, The Complete Season Three    | "Michael"                       |
| "Scream"                                                                     | —        | —        | —        | —        | —        |               | Glee: The Music, The Complete Season Three    | "Michael"                       |
| "Never Can Say Goodbye"                                                      | —        | —        | —        | —        | —        |               | Glee: The Music, The Complete Season Three    | "Michael"                       |
| "Human Nature"                                                               | —        | 62       | —        | 173      | 56       |               | Glee: The Music, The Complete Season Three    | "Michael"                       |
| "Ben"                                                                        | —        | —        | —        | —        | —        |               | Glee: The Music, The Complete Season Three    | "Michael"                       |
| "Smooth Criminal" (featuring 2Cellos)                                        | 59       | 28       | 46       | 86       | 26       |               | Glee: The Music, The Complete Season Three    | "Michael"                       |
| "I Just Can't Stop Loving You"                                               | —        | —        | —        | —        | —        |               | Glee: The Music, The Complete Season Three    | "Michael"                       |
| "Black or White"                                                             | —        | 69       | —        | 182      | 64       |               | Glee: The Music, The Complete Season Three    | "Michael"                       |
| "Sexy and I Know It" (featuring Ricky Martin)                                | —        | —        | —        | —        | 81       |               | Glee: The Music, The Complete Season Three    | "The Spanish Teacher"           |
| "Don't Wanna Lose You"                                                       | —        | —        | —        | —        | —        |               | Glee: The Music, The Complete Season Three    | "The Spanish Teacher"           |
| "Bamboleo / Hero"                                                            | —        | —        | —        | —        | —        |               | Glee: The Music, The Complete Season Three    | "The Spanish Teacher"           |
| "La Isla Bonita" (featuring Ricky Martin)                                    | —        | 93       | —        | 152      | 99       |               | Glee: The Music, The Complete Season Three    | "The Spanish Teacher"           |
| "A Little Less Conversation"                                                 | —        | —        | —        | —        | —        |               | Glee: The Music, The Complete Season Three    | "The Spanish Teacher"           |
| "L-O-V-E"                                                                    | —        | —        | —        | —        | —        |               | Glee: The Music, The Complete Season Three    | "Heart"                         |
| "Let Me Love You"                                                            | —        | —        | —        | —        | —        |               | Glee: The Music, The Complete Season Three    | "Heart"                         |
| "Stereo Hearts"                                                              | 80       | 74       | 87       | 162      | 92       |               | Glee: The Music, The Complete Season Three    | "Heart"                         |
| "Home"                                                                       | —        | —        | —        | —        | —        |               | Glee: The Music, The Complete Season Three    | "Heart"                         |
| "I Will Always Love You"                                                     | —        | 90       | —        | —        | 87       |               | Glee: The Music, The Complete Season Three    | "Heart"                         |
| "You're the Top"                                                             | —        | —        | —        | —        | —        |               | Glee: The Music, The Complete Season Three    | "Heart"                         |
| "Cherish / Cherish"                                                          | —        | —        | —        | —        | —        |               | Glee: The Music, The Complete Season Three    | "Heart"                         |
| "Love Shack"                                                                 | —        | —        | —        | —        | —        |               | Glee: The Music, The Complete Season Three    | "Heart"                         |
| "Cough Syrup"                                                                | —        | 67       | 66       | 150      | 65       |               | Glee: The Music, The Complete Season Three    | "On My Way"                     |
| "Stand"                                                                      | —        | —        | —        | —        | —        |               | Glee: The Music, The Complete Season Three    | "On My Way"                     |
| "Glad You Came"                                                              | —        | 74       | —        | —        | 90       |               | Glee: The Music, The Complete Season Three    | "On My Way"                     |
| "Fly / I Believe I Can Fly"                                                  | 87       | 59       | 70       | 121      | 56       |               | Glee: The Music, The Complete Season Three    | "On My Way"                     |
| "What Doesn't Kill You (Stronger)"                                           | 68       | 51       | 71       | 128      | 66       |               | Glee: The Music, The Complete Season Three    | "On My Way"                     |
| "Here's to Us"                                                               | 91       | 64       | 60       | 122      | 73       |               | Glee: The Music, The Complete Season Three    | "On My Way"                     |
| "I'm Still Standing"                                                         | —        | —        | —        | —        | —        |               | Glee: The Music, The Complete Season Three    | "Big Brother"                   |
| "Hungry Like the Wolf / Rio" (featuring Matt Bomer)                          | —        | 81       | —        | 169      | 98       |               | Glee: The Music, The Complete Season Three    | "Big Brother"                   |
| "Fighter"                                                                    | —        | 85       | —        | 142      | —        |               | Glee: The Music, The Complete Season Three    | "Big Brother"                   |
| "Up Up Up"                                                                   | —        | —        | —        | —        | —        |               | Glee: The Music, The Complete Season Three    | "Big Brother"                   |
| "Somebody That I Used to Know" (featuring Matt Bomer)                        | 67       | 21       | 25       | 48       | 26       |               | Glee: The Music, The Complete Season Three    | "Big Brother"                   |
| "You Should Be Dancing"                                                      | —        | —        | —        | —        | —        |               | Glee: The Music, The Complete Season Three    | "Saturday Night Glee-ver"       |
| "Night Fever"                                                                | —        | —        | —        | —        | —        |               | Glee: The Music, The Complete Season Three    | "Saturday Night Glee-ver"       |
| "Disco Inferno"                                                              | —        | —        | —        | —        | —        |               | Glee: The Music, The Complete Season Three    | "Saturday Night Glee-ver"       |
| "If I Can't Have You"                                                        | —        | —        | —        | —        | —        |               | Glee: The Music, The Complete Season Three    | "Saturday Night Glee-ver"       |
| "How Deep Is Your Love"                                                      | —        | —        | —        | —        | —        |               | Glee: The Music, The Complete Season Three    | "Saturday Night Glee-ver"       |
| "Boogie Shoes"                                                               | —        | —        | —        | —        | —        |               | Glee: The Music, The Complete Season Three    | "Saturday Night Glee-ver"       |
| "More Than a Woman"                                                          | —        | —        | —        | —        | —        |               | Glee: The Music, The Complete Season Three    | "Saturday Night Glee-ver"       |
| "Stayin' Alive"                                                              | —        | —        | —        | —        | —        |               | Glee: The Music, The Complete Season Three    | "Saturday Night Glee-ver"       |
| "How Will I Know"                                                            | 92       | 61       | 56       | 73       | 65       |               | Glee: The Music, The Complete Season Three    | "Dance with Somebody"           |
| "I Wanna Dance with Somebody (Who Loves Me)"                                 | —        | 80       | 92       | 113      | —        |               | Glee: The Music, The Complete Season Three    | "Dance with Somebody"           |
| "Saving All My Love for You"                                                 | —        | —        | —        | —        | —        |               | Glee: The Music, The Complete Season Three    | "Dance with Somebody"           |
| "So Emotional"                                                               | —        | —        | —        | 166      | —        |               | Glee: The Music, The Complete Season Three    | "Dance with Somebody"           |
| "It's Not Right but It's Okay"                                               | —        | 75       | —        | 130      | 92       |               | Glee: The Music, The Complete Season Three    | "Dance with Somebody"           |
| "I Have Nothing"                                                             | —        | —        | —        | 193      | —        |               | Glee: The Music, The Complete Season Three    | "Dance with Somebody"           |
| "My Love Is Your Love"                                                       | —        | —        | —        | 154      | —        |               | Glee: The Music, The Complete Season Three    | "Dance with Somebody"           |
| "Cell Block Tango"                                                           | —        | —        | —        | 175      | —        |               | Glee: The Music, The Complete Season Three    | "Choke"                         |
| "Cry"                                                                        | —        | 90       | 100      | 116      | —        |               | Glee: The Music, The Complete Season Three    | "Choke"                         |
| "Not the Boy Next Door"                                                      | —        | —        | —        | —        | —        |               | Glee: The Music, The Complete Season Three    | "Choke"                         |
| "Shake It Out"                                                               | 73       | 60       | 29       | 54       | 71       |               | Glee: The Music, The Complete Season Three    | "Choke"                         |
| "The Rain in Spain"                                                          | —        | —        | —        | —        | —        |               | Glee: The Music, The Complete Season Three    | "Choke"                         |
| "School's Out"                                                               | —        | —        | —        | —        | —        |               | Glee: The Music, The Graduation Album         | "Choke"                         |
| "Big Girls Don't Cry"                                                        | —        | —        | —        | 132      | —        |               | Glee: The Music, The Complete Season Three    | "Prom-asaurus"                  |
| "Dinosaur"                                                                   | —        | —        | —        | —        | —        |               | Glee: The Music, The Complete Season Three    | "Prom-asaurus"                  |
| "Love You Like a Love Song"                                                  | —        | —        | —        | 180      | —        |               | Glee: The Music, The Complete Season Three    | "Prom-asaurus"                  |
| "Take My Breath Away"                                                        | —        | —        | —        | —        | —        |               | Glee: The Music, The Complete Season Three    | "Prom-asaurus"                  |
| "What Makes You Beautiful"                                                   | —        | 93       | —        | 162      | —        |               | Glee: The Music, The Complete Season Three    | "Prom-asaurus"                  |
| "Because You Loved Me"                                                       | —        | —        | —        | —        | —        |               | Glee: The Music, The Complete Season Three    | "Props"                         |
| "Mean"                                                                       | —        | 71       | 80       | 115      | —        |               | Glee: The Music, The Complete Season Three    | "Props"                         |
| "Flashdance... What a Feeling"                                               | —        | —        | —        | 145      | —        |               | Glee: The Music, The Complete Season Three    | "Props"                         |
| "I Won't Give Up"                                                            | —        | —        | —        | 172      | —        |               | Glee: The Music, The Graduation Album         | "Props"                         |
| "Edge of Glory"                                                              | —        | —        | —        | 141      | —        |               | Glee: The Music, The Graduation Album         | "Nationals"                     |
| "We Are the Champions"                                                       | —        | —        | —        | 198      | —        |               | Glee: The Music, The Graduation Album         | "Nationals"                     |
| "It's All Coming Back to Me Now"                                             | —        | 75       | 63       | 69       | —        |               | Glee: The Music, The Complete Season Three    | "Nationals"                     |
| "Paradise by the Dashboard Light"                                            | —        | 94       | —        | 95       | —        |               | Glee: The Music, The Complete Season Three    | "Nationals"                     |
| "Starships"                                                                  | —        | —        | —        | 175      | —        |               | Glee: The Music, The Complete Season Three    | "Nationals"                     |
| "Pinball Wizard"                                                             | —        | —        | —        | —        | —        |               | Glee: The Music, The Complete Season Three    | "Nationals"                     |
| "Tongue Tied"                                                                | —        | —        | —        | —        | —        |               | Glee: The Music, The Complete Season Three    | "Nationals"                     |
| "In My Life"                                                                 | —        | —        | —        | —        | —        |               | Glee: The Music, The Complete Season Three    | "Goodbye"                       |
| "—" denota lançamentos que não entraram nas paradas ou não foram divulgados. |          |          |          |          |          |               |                                               |                                 |

### 4ª Temporada: 2012-2013
| "It's Time"                                                                                              | — | 87 | —  | 170 | 95 |                  | Glee: The Music, Season 4, Volume 1 | "The New Rachel"                 |
| "New York State of Mind"                                                                                 | — | —  | —  | —   | —  |                  | Glee: The Music, Season 4, Volume 1 | "The New Rachel"                 |
| "Call Me Maybe"                                                                                          | — | —  | —  | —   | —  |                  | Non-album singles                   | "The New Rachel"                 |
| "Americano / Dance Again" (featuring Kate Hudson)                                                        | — | —  | —  | —   | —  |                  | Non-album singles                   | "The New Rachel"                 |
| "Never Say Never"                                                                                        | — | —  | —  | —   | —  |                  | Non-album singles                   | "The New Rachel"                 |
| "Chasing Pavements"                                                                                      | — | —  | —  | —   | —  |                  | Non-album singles                   | "The New Rachel"                 |
| "Everybody Wants to Rule the World"                                                                      | — | —  | —  | —   | —  |                  | Non-album singles                   | "Makeover"                       |
| "Celebrity Skin"                                                                                         | — | —  | —  | —   | —  |                  | Non-album singles                   | "Makeover"                       |
| "The Way You Look Tonight / You're Never Fully Dressed Without a Smile" (featuring Sarah Jessica Parker) | — | —  | —  | —   | —  |                  | Non-album singles                   | "Makeover"                       |
| "A Change Would Do You Good"                                                                             | — | —  | —  | —   | —  |                  | Non-album singles                   | "Makeover"                       |
| "Barely Breathing"                                                                                       | — | —  | —  | —   | —  |                  | Non-album singles                   | "The Break Up"                   |
| "Teenage Dream" (acoustic version)                                                                       | — | —  | —  | —   | —  |                  | Non-album singles                   | "The Break Up"                   |
| "Don't Speak"                                                                                            | — | —  | —  | 164 | —  |                  | Non-album singles                   | "The Break Up"                   |
| "Give Your Heart a Break"                                                                                | — | 94 | —  | 144 | —  |                  | Glee: The Music, Season 4, Volume 1 | "The Break Up"                   |
| "Mine"                                                                                                   | — | —  | —  | 95  | —  |                  | Glee: The Music, Season 4, Volume 1 | "The Break Up"                   |
| "The Scientist"                                                                                          | — | 72 | —  | 102 | 91 |                  | Glee: The Music, Season 4, Volume 1 | "The Break Up"                   |
| "Everybody Talks"                                                                                        | — | —  | —  | 152 | —  | - ARIA: Platinum | Glee: The Music, Season 4, Volume 1 | "The Role You Were Born to Play" |
| "Blow Me (One Last Kiss)"                                                                                | — | —  | —  | —   | —  |                  | Non-album singles                   | "The Role You Were Born to Play" |
| "Juke Box Hero"                                                                                          | — | —  | —  | —   | —  |                  | Non-album singles                   | "The Role You Were Born to Play" |
| "Superman"                                                                                               | — | —  | —  | —   | —  |                  | Non-album singles                   | "Dynamic Duets"                  |
| "My Dark Side"                                                                                           | — | —  | —  | —   | —  |                  | Glee: The Music, Season 4, Volume 1 | "Dynamic Duets"                  |
| "Holding Out for a Hero"                                                                                 | — | —  | —  | —   | —  |                  | Glee: The Music, Season 4, Volume 1 | "Dynamic Duets"                  |
| "Heroes"                                                                                                 | — | —  | —  | —   | —  |                  | Glee: The Music, Season 4, Volume 1 | "Dynamic Duets"                  |
| "Some Nights"                                                                                            | — | 97 | —  | 168 | —  |                  | Glee: The Music, Season 4, Volume 1 | "Dynamic Duets"                  |
| "Come See About Me"                                                                                      | — | —  | —  | —   | —  |                  | Non-album singles                   | "Thanksgiving"                   |
| "Whistle"                                                                                                | — | —  | —  | —   | —  |                  | Non-album singles                   | "Thanksgiving"                   |
| "Let's Have a Kiki / Turkey Lurkey Time"                                                                 | — | —  | —  | —   | —  |                  | Non-album singles                   | "Thanksgiving"                   |
| "Somethin' Stupid"                                                                                       | — | —  | —  | —   | —  |                  | Glee: The Music, Season 4, Volume 1 | "Swan Song"                      |
| "All That Jazz"                                                                                          | — | —  | —  | —   | —  |                  | Non-album singles                   | "Swan Song"                      |
| "Being Good Isn't Good Enough"                                                                           | — | —  | —  | —   | —  |                  | Non-album singles                   | "Swan Song"                      |
| "Being Alive"                                                                                            | — | —  | —  | —   | —  |                  | Non-album singles                   | "Swan Song"                      |
| "Don't Dream It's Over"                                                                                  | — | —  | —  | —   | —  |                  | Non-album singles                   | "Swan Song"                      |
| "I Don't Know How to Love Him"                                                                           | — | —  | —  | —   | —  |                  | Non-album singles                   | "Sadie Hawkins"                  |
| "Baby Got Back"                                                                                          | — | —  | —  | —   | —  |                  | Non-album singles                   | "Sadie Hawkins"                  |
| "Tell Him"                                                                                               | — | —  | —  | —   | —  |                  | Non-album singles                   | "Sadie Hawkins"                  |
| "No Scrubs"                                                                                              | — | —  | —  | —   | —  |                  | Non-album singles                   | "Sadie Hawkins"                  |
| "Locked Out of Heaven"                                                                                   | — | —  | —  | —   | —  |                  | Non-album singles                   | "Sadie Hawkins"                  |
| "I Only Have Eyes for You"                                                                               | — | —  | —  | —   | —  |                  | Non-album singles                   | "Sadie Hawkins"                  |
| "Torn"                                                                                                   | — | —  | —  | —   | —  |                  | Non-album singles                   | "Naked"                          |
| "Centerfold / Hot in Herre"                                                                              | — | —  | —  | —   | —  |                  | Non-album singles                   | "Naked"                          |
| "A Thousand Years, Pt. 2"                                                                                | — | 93 | —  | —   | —  |                  | Non-album singles                   | "Naked"                          |
| "Let Me Love You (Until You Learn to Love Yourself)"                                                     | — | 68 | 83 | 77  | 91 |                  | Non-album singles                   | "Naked"                          |
| "Love Song"                                                                                              | — | —  | —  | —   | —  |                  | Non-album singles                   | "Naked"                          |
| "This Is the New Year"                                                                                   | — | —  | —  | —   | —  |                  | Non-album singles                   | "Naked"                          |
| "Diva"                                                                                                   | — | —  | —  | —   | —  |                  | Non-album singles                   | "Diva"                           |
| "Don't Stop Me Now"                                                                                      | — | —  | —  | —   | —  |                  | Non-album singles                   | "Diva"                           |
| "Nutbush City Limits"                                                                                    | — | —  | —  | —   | —  |                  | Non-album singles                   | "Diva"                           |
| "Make No Mistake, She's Mine"                                                                            | — | —  | —  | —   | —  |                  | Non-album singles                   | "Diva"                           |
| "Bring Him Home"                                                                                         | — | —  | —  | —   | —  |                  | Non-album singles                   | "Diva"                           |
| "Hung Up"                                                                                                | — | —  | —  | —   | —  |                  | Non-album singles                   | "Diva"                           |
| "Girl on Fire"                                                                                           | — | —  | —  | —   | —  |                  | Non-album singles                   | "Diva"                           |
| "You're All I Need to Get By"                                                                            | — | —  | —  | —   | —  |                  | Non-album singles                   | "I Do"                           |
| "Getting Married Today"                                                                                  | — | —  | —  | —   | —  |                  | Non-album singles                   | "I Do"                           |
| "Just Can't Get Enough"                                                                                  | — | —  | —  | —   | —  |                  | Non-album singles                   | "I Do"                           |
| "We've Got Tonight"                                                                                      | — | —  | —  | —   | —  |                  | Non-album singles                   | "I Do"                           |
| "Anything Could Happen"                                                                                  | — | —  | —  | —   | —  |                  | Non-album singles                   | "Girls (and Boys) On Film"       |
| "Come What May"                                                                                          | — | —  | —  | —   | —  |                  | Non-album singles                   | "Girls (and Boys) On Film"       |
| "Sparkling Diamonds"                                                                                     | — | —  | —  | —   | —  |                  | Non-album singles                   | "Girls (and Boys) On Film"       |
| "Footloose"                                                                                              | — | —  | —  | —   | —  |                  | Non-album singles                   | "Girls (and Boys) On Film"       |
| "You’re All the World to Me"                                                                             | — | —  | —  | —   | —  |                  | Non-album singles                   | "Girls (and Boys) On Film"       |
| "Shout"                                                                                                  | — | —  | —  | —   | —  |                  | Non-album singles                   | "Girls (and Boys) On Film"       |
| "In Your Eyes"                                                                                           | — | —  | —  | —   | —  |                  | Non-album singles                   | "Girls (and Boys) On Film"       |
| "Old Time Rock and Roll / Danger Zone"                                                                   | — | —  | —  | —   | —  |                  | Non-album singles                   | "Girls (and Boys) On Film"       |
| "Unchained Melody"                                                                                       | — | —  | —  | —   | —  |                  | Non-album singles                   | "Feud"                           |
| "How to Be a Heartbreaker"                                                                               | — | —  | —  | —   | —  |                  | Non-album singles                   | "Feud"                           |
| "The Bitch Is Back / Dress You Up"                                                                       | — | —  | —  | —   | —  |                  | Non-album singles                   | "Feud"                           |
| "Cold Hearted"                                                                                           | — | —  | —  | —   | —  |                  | Non-album singles                   | "Feud"                           |
| "Bye Bye Bye / I Want It That Way"                                                                       | — | —  | —  | —   | —  |                  | Non-album singles                   | "Feud"                           |
| "I Still Believe / Super Bass"                                                                           | — | —  | —  | —   | —  |                  | Non-album singles                   | "Feud"                           |
| "Closer"                                                                                                 | — | —  | —  | —   | —  |                  | Non-album singles                   | "Guilty Pleasures"               |
| "Wake Me Up Before You Go-Go"                                                                            | — | —  | —  | —   | —  |                  | Non-album singles                   | "Guilty Pleasures"               |
| "Copacabana"                                                                                             | — | —  | —  | —   | —  |                  | Non-album singles                   | "Guilty Pleasures"               |
| "Against All Odds (Take a Look at Me Now)"                                                               | — | —  | —  | —   | —  |                  | Non-album singles                   | "Guilty Pleasures"               |
| "Wannabe"                                                                                                | — | —  | —  | —   | —  |                  | Non-album singles                   | "Guilty Pleasures"               |
| "My Prerogative"                                                                                         | — | —  | —  | —   | —  |                  | Non-album singles                   | "Guilty Pleasures"               |
| "Creep"                                                                                                  | — | —  | —  | —   | 99 |                  | Non-album singles                   | "Guilty Pleasures"               |
| "Mamma Mia"                                                                                              | — | —  | —  | —   | —  |                  | Non-album singles                   | "Guilty Pleasures"               |
| "—" denota lançamentos que não entraram nas paradas ou não foram divulgados.                             |   |    |    |     |    |                  |                                     |                                  |

### 5ª Temporada: 2013-2014
| Título                                  | Album             | Episódio           |
| --------------------------------------- | ----------------- | ------------------ |
| "You Are Woman, I Am Man"               | Non-album singles | "The End of Twerk" |
| "Blurred Lines"                         | Non-album singles | "The End of Twerk" |
| "If I Were a Boy"                       | Non-album singles | "The End of Twerk" |
| "Wrecking Ball"                         | Non-album singles | "The End of Twerk" |
| "On Our Way"                            | Non-album singles | "The End of Twerk" |
| "Into the Groove"                       | Non-album singles | "Puppet Master"    |
| "You're My Best Friend"                 | Non-album singles | "Puppet Master"    |
| "Nasty"/"Rhythm Nation"                 | Non-album singles | "Puppet Master"    |
| "Cheek to Cheek"                        | Non-album singles | "Puppet Master"    |
| "The Fox (What Does the Fox Say?)"      | Non-album singles | "Puppet Master"    |
| "Whenever I Call You Friend"            | Non-album singles | "Frenemies"        |
| "Brave"                                 | Non-album singles | "Frenemies"        |
| "My Lovin' (You're Never Gonna Get It)" | Non-album singles | "Frenemies"        |
| "Don't Rain on My Parade"               | Non-album singles | "Frenemies"        |
| "I Believe in a Thing Called Love"      | Non-album singles | "Frenemies"        |
| "Every Breath You Take"                 | Non-album singles | "Frenemies"        |
| "Breakaway"                             | Non-album singles | "Frenemies"        |
| "Jumpin', Jumpin'"                      | Non-album singles | "Trio"             |
| "Barracuda"                             | Non-album singles | "Trio"             |
| "Don't You (Forget About Me)"           | Non-album singles | "Trio"             |
| "Danny's Song"                          | Non-album singles | "Trio"             |
| "Gloria"                                | Non-album singles | "Trio"             |
| "The Happening"                         | Non-album singles | "Trio"             |
| "Hold On"                               | Non-album singles | "Trio"             |

### Canções fora de episódios
| Título                                                                       | Posições | Posições | Posições | Posições | Posições | Certificações | Album                                         | Episódio |
| Título                                                                       | AUS      | CAN      | IRL      | UK       | US       | Certificações | Album                                         | Episódio |
| ---------------------------------------------------------------------------- | -------- | -------- | -------- | -------- | -------- | ------------- | --------------------------------------------- | -------- |
| "Santa Baby"                                                                 | 2011     | —        | —        | —        | —        | —             | Glee: The Music, The Christmas Album Volume 2 |          |
| "I Want You Back"                                                            | 2012     | —        | —        | —        | —        | —             | Glee: The Music, The Complete Season Three    |          |
| "—" denota lançamentos que não entraram nas paradas ou não foram divulgados. |          |          |          |          |          |               |                                               |          |

### Outras canções nas paradas
| Título                                                                       | Posições | Posições | Posições | Posições | Posições | Certificações | Album                                       | Episódio                     |
| Título                                                                       | AUS      | CAN      | IRL      | UK       | US       | Certificações | Album                                       | Episódio                     |
| ---------------------------------------------------------------------------- | -------- | -------- | -------- | -------- | -------- | ------------- | ------------------------------------------- | ---------------------------- |
| "I Say a Little Prayer"                                                      | 2009     | —        | —        | —        | 125      | —             | Glee: The Music, Volume 1                   | "Showmance"                  |
| "Faithfully"                                                                 | 2010     | —        | 49       | 45       | 48       | 37            | Glee: The Music, Journey to Regionals       | "Journey to Regionals"       |
| "Any Way You Want It / Lovin' Touchin' Squeezin'"                            | 2010     | 79       | 39       | 20       | 32       | 58            | Glee: The Music, Journey to Regionals       | "Journey to Regionals"       |
| "Bohemian Rhapsody" (featuring Jonathan Groff)                               | 2010     | —        | 68       | —        | 67       | 84            | Glee: The Music, Journey to Regionals       | "Journey to Regionals"       |
| "To Sir With Love"                                                           | 2010     | 61       | 62       | —        | 60       | 76            | Glee: The Music, Journey to Regionals       | "Journey to Regionals"       |
| "Over the Rainbow"                                                           | 2010     | 42       | 31       | 31       | 30       | 43            | Glee: The Music, Journey to Regionals       | "Journey to Regionals"       |
| "Touch a Touch a Touch a Touch Me"                                           | 2010     | —        | 96       | —        | 72       | —             | Glee: The Music, The Rocky Horror Glee Show | "The Rocky Horror Glee Show" |
| "Time Warp"                                                                  | 2010     | 70       | 52       | 42       | 63       | 89            | Glee: The Music, The Rocky Horror Glee Show | "The Rocky Horror Glee Show" |
| "Sweet Transvestite"                                                         | 2010     | —        | —        | —        | 186      | —             | Glee: The Music, The Rocky Horror Glee Show | "The Rocky Horror Glee Show" |
| "Baby, It's Cold Outside"                                                    | 2010     | —        | 53       | —        | —        | 57            | Glee: The Music, The Christmas Album        | "A Very Glee Christmas"      |
| "Jingle Bells"                                                               | 2010     | —        | 74       | —        | —        | —             | Glee: The Music, The Christmas Album        | Non-episode songs            |
| "Deck the Rooftop"                                                           | 2010     | —        | 86       | —        | —        | —             | Glee: The Music, The Christmas Album        | Non-episode songs            |
| "ABC"                                                                        | 2011     | —        | 93       | —        | —        | 88            | Glee: The Music, Volume 7                   | "Hold On to Sixteen"         |
| "Man in the Mirror"                                                          | 2011     | —        | 84       | —        | —        | 76            | Glee: The Music, Volume 7                   | "Hold On to Sixteen"         |
| "If I Die Young"                                                             | 2013     | —        | —        | 56       | 88       | —             | The Quarterback (Music From the TV Series)  | "The Quarterback"            |
| "Make You Feel My Love"                                                      | 2013     | —        | 66       | 71       | 126      | 84            | The Quarterback (Music From the TV Series)  | "The Quarterback"            |
| "—" denota lançamentos que não entraram nas paradas ou não foram divulgados. |          |          |          |          |          |               |                                             |                              |